# 曺承亞
曺承亞（チョ・スンア、조승아、1998年8月8日 - ）は、韓国の囲碁棋士。ソウル市出身、金大容六段門下、韓国棋院所属、七段。蘭雪軒杯全国女子囲碁大会優勝、呉清源杯世界女子囲碁選手権ベスト8など。

## 経歴
沖岩囲碁道場で学び、2010年に韓国棋院研究生となる。2016年初段。2017年メジオン杯新人王戦ベスト8、女流棋聖戦ベスト4。2018年二段、プロ女流国手戦ベスト8、女流棋聖戦ベスト4。2019年三段、呉清源杯ベスト16。2021年四段、呉清源杯ベスト8、IBK企業銀行杯女子囲碁マスターズベスト4、蘭雪軒杯で優勝し、これにより五段昇段。
韓国女子囲碁リーグは2017年から西帰浦チームなどで出場。2019年から中国女子リーグに成都チームで出場。花より囲碁 女王戦には2017年に可能性チームで出場。韓国囲碁棋士ランキングでは2021年9月に90位、女子ランキングで2位となった。2019年の朴鐘勳戦（農心杯予選）は、2019年妙手TOP5に選ばれた。

### タイトル歴
- 蘭雪軒杯全国女子囲碁大会 2021年

### 他の棋歴
国際棋戦
- 呉清源杯世界女子囲碁選手権 2021年ベスト8
- 黄龍士双登杯世界女子囲棋勝抜戦 2019年 0-1（×高星）

国内棋戦、他
- 韓国女子囲碁リーグ
  - 2017年（西帰浦七十里）9-5
  - 2018年（西帰浦七十里）7-9
  - 2019年（西帰浦七十里）10-4（最多勝）
  - 2020年（仁川EDGC）8-6
  - 2021年（西帰浦七十里）13-1
- GGオークション杯女流対シニア連勝対抗戦
  - 2020年 0-1（×安祚永）
  - 2021年 2-1（○安祚永、○崔明勲、×李昌鎬）
- 陜川郡招待河燦錫国手杯英才囲碁大会英才vs女子頂上連勝対抗戦
  - 2020年 1-1（○玄釉斌、×文敏鍾）
  - 2021年 2-1（○李沇、○玄釉斌、×文敏鍾）
- 中国女子囲棋甲級リーグ戦
  - 2019年乙級（成都体投五鳳）6-1
  - 2020年（成都懿錦控股）5-3
  - 2021年（上海清一）

## 対局譜

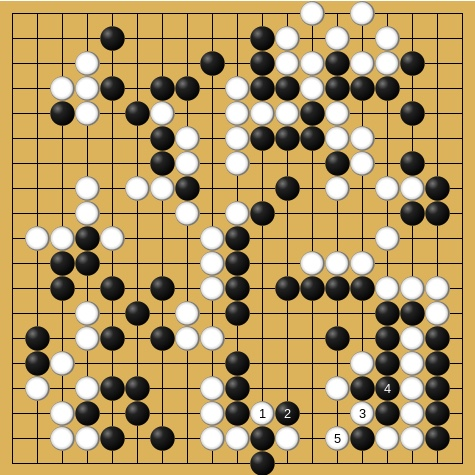
曺承亞-朴鐘勳(先番) 154-158手

「妙手TOP5」農心辛ラーメン杯世界囲碁最強戦韓国予選 曺承亞 - 朴鐘勳(先番) 2019年7月10日
曺の白1から3、5が妙手で、地中に手が生じている。この後右下の黒と白の攻め合いはコウとなって、白が右下を取り、黒はコウ材で下辺中央の白を取り切る分かれとなり、白が優勢となった。白中押勝。

## 注
1. ↑  朝鮮日報「돌풍의 조승아, 최정 연파… 여자랭킹 2위로 점프」2021.9.7
2. ↑  搜狐体育「2019年年度围棋妙手——TOP5」2019.12.31